# Ecaterina Ciorănescu-Nenițescu

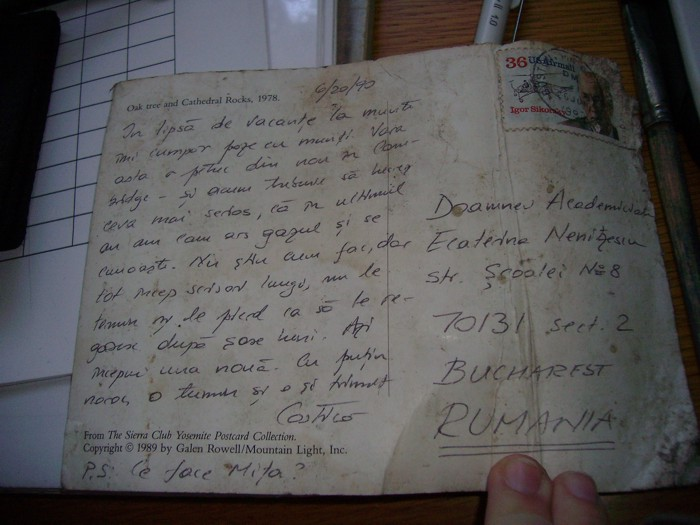
vedere

Ecaterina Ciorănescu-Nenițescu (n. 15 august 1909, București - d. 23 ianuarie 2000) a fost un chimist român, organizatoarea școlii românești de chimie farmaceutică, membru titular al Academiei Române.

## Biografie
- 1909 – S-a născut la 15 august la București, în familia învățătorului Ion C. Ciorănescu, inițiatorul învățământului pentru surdo-muți. A mai avut patru frați, matematicianul Nicolae Ciorănescu, poetul Ioan Ciorănescu, Alejandro Ciorănescu[3] și George Ciorănescu, toți intelectuali de prestigiu.[4]
- 1928-1931 – A urmat cursurile Facultății de Fizică și Chimie a Universității din București.[5]
- 1936 – Și-a susținut teza de doctorat în chimie cu titlul „Sinteze cu clorură de aluminiu în seria hidrocarburilor alifatice și aliciclice”,[6] sub coordonarea profesorului Costin Nenițescu, căruia îi va deveni colaboratoare și mai apoi, soție. A debutat în învățământul universitar ca și asistent, fiind prima femeie asistent la Catedra de chimie organică a Politehnicii bucureștene.
- 1941 – Devine șef de lucrări la Catedra de chimie organică a Politehnicii bucureștene.
- 1945 - A urmărit elaborarea unor procedee de sinteză a unor medicamente și intermediari pentru industria chimică organică (sulfamide, medicamente antituberculoase, insecticide), contribuind astfel, la realizarea industriei de medicamente de sinteză în România.
- 1947-1954 - A fost profesor de chimie organică la Institutul de Petrol și Gaze din București, unde a înființat Laboratorul de chimie organică.
- 1949 – Este numită conferențiar la aceeași catedră.
- 1957 – Este autoarea primului curs de sinteza medicamentelor la o universitate românească și autoarea primului tratat românesc de Medicamente de sinteză.
- 1961-1980 – A obținut rezultate deosebite privind reacțiile de dublă lărgire de ciclu și stereospecificitatea lor,  și a realizat sinteza de substanțe cu acțiune antitumorală pornind de la ideea de a grefa o grupă cu acțiune citostatică.
- 1962-1977 – Devine profesor la Catedra de chimie organică a Facultății de Chimie Industrială a Institutului Politehnic București. În 1963 devine membru corespondent al Academiei Române.
- 1971-1977 - A fost șef al Catedrei de chimie organică la Institutul Politehnic București. Din 1971 este membră a Academiei Tiberina din Roma și membră a Societății de Chimie din New York.
- 1970-1991 – A ocupat funcția de director al Centrului de Chimie Organică al Academiei Române.
- 1974 – Devine membru titular al Academiei Române.
- 2000 – A încetat din viață pe 23 ianuarie la București, lăsând în urma ei o vastă bibliografie în domeniul chimiei organice și a medicamentelor de sinteză.[7]